# Coldcoats
Coatyards var en civil parish 1866–1955 när det uppgick i Ponteland, i grevskapet Northumberland i England. Civil parish var belägen 4 km från Ogle och hade 34 invånare år 1951.